# Хоробрий (фільм)
Хоробрий (англ. The Valiant) — американська драма режисера Вільяма К. Говарда 1929 року. Фільм був номінований на премію «Оскар» за найкращу чоловічу роль та найкращий сценарій.

## Сюжет
Джеймс Дьюк, на перший погляд — звичайний роботяга. Проте одного разу він вбиває людину і добровільно здається в руки правосуддя. Незабаром з'ясовується, що Джеймс — його несправжнє ім'я, проте він приховує правду, не бажаючи навіть захищати себе в суді. Його засуджують до смертної кари. А в цей же час, в далекому Огайо, погляд самотньої фермерки падає на його фотографію в кримінальній хроніці газети, і вона впізнає свого сина…

## У ролях
- Пол Муні — Джеймс Дьюк
- Маргаріт Черчілль — Мері Дуглас
- Джонні Мак Браун — Роберт Ворд
- Девітт Дженнінгс — Варден Холт
- Генрі Колкер — суддя
- Едіт Йорк — місіс Дуглас
- Кліффорд Демпсі — лейтенант поліції